# FK 리에파야스 메탈루르크스
FK 리에파야스 메탈루르크스(라트비아어: FK Liepājas Metalurgs)는 라트비아 리에파야를 연고로 하던 축구 클럽이다. 1997년에 창단되었으며 2013년에 구단이 파산하면서 해체되었다.

## 성적
- 비르스리가 2회 우승 (2005, 2009)
- 라트비아컵 9회 우승 (1946, 1947, 1948, 1953, 1954, 1955, 1963, 1964, 2006)
- 발틱 리그 1회 우승 (2007)
- 라트비아 소비에트 리그 9회 우승 (1946, 1947, 1949, 1951, 1953, 1954, 1956, 1957, 1958)

## 역대 감독
| 감독              | 임기        |
| ----------------- | ----------- |
| 뤼디거 아브람치크 | 2008 ~ 2010 |

## 같이 보기
- FK 리에파야